# Marco Giovannetti
Marco Giovannetti (n. 4 aprilie 1962, Milano, Italia) este un ciclist de performanță ce a reprezentat Italia, medaliat olimpic. A participat la o ediție a Jocurilor Olimpice (1984) în care a câștigat o medalie de aur.